# Kang-in
Kang-in, właśc. Kim Young-woon (ur. 17 stycznia 1985) – koreański piosenkarz, aktor, prezenter i członek boysbandu Super Junior. Jego pseudonim Kang-in, oznaczające „wielką życzliwość”. Zostało nadane mu, żeby podkreślić jego osobowość.

## Kariera muzyczna
Kang-in został zwerbowany przez agencję talentów i został zapisany w konkursie talentów SM Enterntainment. W 2002 roku Kang-in wygrał pierwsze miejsce w corocznym SM Youth Best Contest, zdobył nagrodę za najlepszy występ i podpisał kontrakt z wytwórnią płytową SM Entertainment.
Wraz z Hero, U-Know i przyszłym kolegą z zespołu Hee-chulem, SM Entertainment umieściło go w małym projekcie muzycznym nazwanym Four Seasons. Każdy z członków reprezentował jedną porę roku. Niestety projekt ten nigdy nie został zrealizowany, ponieważ Hero i U-Know zostali umieszczeni w innym boysbandzie TVXQ, który zadebiutował w grudniu 2003. Bez dwóch członków projekt Four Sesons został porzucony. Kang-in i Hee-chul zostali wtedy umieszczeni w grupie Super Junior, wraz z dziesięcioma innymi stażystami. Ten projekt doszedł do skutku i chłopcy zadebiutowali dwa lata później 6 listopada 2005.
W czasie dalszej kariery Kang-in został członkiem dwóch podgrup głównego Super Junior. W lutym 2007 został umieszczony w podgrupie Super Juniot – T, której muzycznym gatunkiem jest trot. Rok później dołączył do podgrupy Super Junior Happy.